# Jonas Folger
Jonas Folger (Mühldorf, Baviera, 13 de agosto de 1993) es un piloto de motociclismo alemán que corre en la categoría del Campeonato Mundial de Superbikes con el equipo Bonovo MGM Racing.

## Biografía
Con apenas 12 años, Jonas Folger se incorporó a la MotoGP Academy, la plataforma de formación de nuevos talentos impulsada por Dorna Sports. Su adaptación de la mini-moto a la 125GP fue fulgurante y finalizó tercero en el CEV 2006 con tres podios.

### Temporada en 125/Moto3

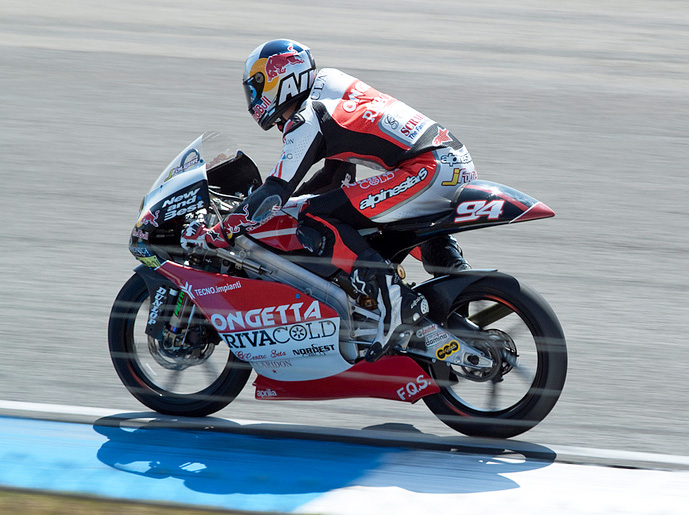
Folger en el Gran Premio de los Países Bajos 2010

En 2008, el piloto alemán tuvo su primera experiencia mundialista compitiendo con los colores de la Red Bull MotoGP Academy en la segunda mitad del curso, participando en seis carreras que le dieron una valiosa experiencia sobre diversas pistas del calendario. En 2009, su primera campaña completa en el Campeonato del Mundo de 125cc, Folger puntuó en las 11 carreras que terminó y alcanzó su primer podio en Le Mans, con un 2.º puesto. Terminó 12.º en la clasificación general y se hizo con el galardón de Mejor Debutante del Año. No pudo mejorar su posición en 2010 (terminó 14.º en esa campaña) y pasó al equipo de Aki Ajo en 2011. Consiguió allí su primer triunfo y se clasificó 6.º al final del curso. Empezó la temporada 2012 con el equipo IodaRacing Project en Moto3, pero tras una serie de resultados muy discretos, Folger tomó el puesto vacante en el equipo Mapfre Aspar Team Moto3 tras la salida de Alberto Moncayo y, al mando de la Kalex KTM, conseguía un éxito inmediato con un podio en Indianápolis y la victoria en Brno. Otros dos podios antes de concluir el curso certificaron el cambio de trayectoria del germano, que siguió con la misma escudería en 2013 en la que acabó en su mejor puesto en el mundial de Moto3 siendo 5.º con 183 puntos.

### Moto2
En 2014 pasó a Moto2, montando una Kalex del equipo AGR de Karlos Arguiñano; su compañero de equipo fue Axel Pons. Consiguió dos terceros lugares (España e Italia) y una pole position en Francia. Terminó la temporada en el decimoquinto puesto con 63 puntos.
En 2015, se mantuvo en el mismo equipo. Consiguió dos victorias (Catar y España), un segundo lugar en Japón y un tercer lugar en Malasia. Terminó la temporada en el sexto lugar de la clasificación con 163 puntos.
En 2016 pasó al Dynavolt Intact GP, conduciendo una Kalex; como compañero de equipo de Sandro Cortese. Consiguió una victoria en la República Checa, una pole en Catar, dos segundos puestos (España y Alemania) y dos terceros lugares (Argentina y Malasia). Terminó la temporada en séptimo lugar con 167 puntos.

### MotoGP
Para la temporada 2017 de MotoGP ficha con el Monster Yamaha Tech 3, montando la Yamaha YZR-M1 del equipo francés compartiendo equipo con el también francés Johann Zarco, bicampeón mundial de Moto2 en 2015 y 2016, siendo ambos novatos en la categoría reina.

## Resultados

### Campeonato del Mundo de Motociclismo

#### Por temporada
| Temp. | Cat.   | Moto      | Equipo                      | Carreras | Victorias | Podios | Poles | V.Ráp. | Pts. | Pos.  | CM |
| ----- | ------ | --------- | --------------------------- | -------- | --------- | ------ | ----- | ------ | ---- | ----- | -- |
| 2008  | 125cc  | KTM       | Red Bull MotoGP Academy     | 3        | 0         | 0      | 0     | 0      | 1    | 34.º  | –  |
| 2008  | 125cc  | KTM       | Red Bull KTM 125            | 3        | 0         | 0      | 0     | 0      | 1    | 34.º  | –  |
| 2009  | 125cc  | Aprilia   | Ongetta Team I.S.P.A.       | 16       | 0         | 1      | 0     | 0      | 73   | 12.º  | –  |
| 2010  | 125cc  | Aprilia   | Ongetta Team I.S.P.A.       | 15       | 0         | 0      | 0     | 0      | 69   | 14.º  | –  |
| 2011  | 125cc  | Aprilia   | Red Bull Ajo Motorsport     | 16       | 1         | 3      | 0     | 0      | 161  | 6.º   | –  |
| 2012  | Moto3  | Ioda      | IodaRacing Project          | 15       | 1         | 4      | 2     | 0      | 93   | 9.º   | –  |
| 2012  | Moto3  | Kalex KTM | Mapfre Aspar Team Moto3     | 15       | 1         | 4      | 2     | 0      | 93   | 9.º   | –  |
| 2013  | Moto3  | Kalex KTM | Mapfre Aspar Team Moto3     | 16       | 0         | 4      | 2     | 1      | 183  | 5.º   | –  |
| 2014  | Moto2  | Kalex     | AGR Team                    | 18       | 0         | 2      | 1     | 1      | 63   | 15.º  | –  |
| 2015  | Moto2  | Kalex     | AGR Team                    | 18       | 2         | 4      | 0     | 3      | 163  | 6.º   | –  |
| 2016  | Moto2  | Kalex     | Dynavolt Intact GP          | 18       | 1         | 5      | 1     | 1      | 167  | 7.º   | –  |
| 2017  | MotoGP | Yamaha    | Monster Yamaha Tech 3       | 13       | 0         | 1      | 0     | 2      | 84   | 10.º  | –  |
| 2019  | Moto2  | Kalex     | Petronas Sprinta Racing     | 5        | 0         | 0      | 0     | 0      | 0    | 32.º  | –  |
| 2023  | MotoGP | KTM       | GasGas Factory Racing Tech3 | 6        | 0         | 0      | 0     | 0      | 9*   | 22.º* | –  |
| Total | Total  | Total     | Total                       | 162      | 5         | 24     | 6     | 8      | 1066 |       | –  |

- * Temporada en curso.

#### Por categoría
| Categoría | Temporadas    | 1.er Gran Premio     | 1.er Podio        | 1.ª Victoria         | Carreras | Victorias | Podios | Pole | V.Rap | Pts. | CM |
| --------- | ------------- | -------------------- | ----------------- | -------------------- | -------- | --------- | ------ | ---- | ----- | ---- | -- |
| 125 cc    | 2008–2011     | República Checa 2008 | Francia 2009      | Gran Bretaña 2011    | 53       | 1         | 4      | 0    | 0     | 304  | –  |
| Moto3     | 2012–2013     | Catar 2012           | Indianápolis 2012 | República Checa 2012 | 31       | 1         | 8      | 4    | 1     | 276  | –  |
| Moto2     | 2014–2016     | Catar 2014           | España 2014       | Catar 2015           | 59       | 3         | 11     | 2    | 5     | 393  | –  |
| MotoGP    | 2017, 2023    | Catar 2017           | Alemania 2017     |                      | 19       | 0         | 1      | 0    | 2     | 93   | –  |
| Total     | 2008–presente | 2008–presente        | 2008–presente     | 2008–presente        | 162      | 5         | 24     | 6    | 8     | 1066 | –  |

#### Posiciones por año
(Carreras en negrita indica pole position, carreras en cursiva indica vuelta rápida)
| Año  | Categoría | Moto      | 1       | 2       | 3       | 4      | 5       | 6       | 7       | 8       | 9       | 10      | 11      | 12      | 13      | 14      | 15      | 16      | 17      | 18     | 19  | 20  | 21 | Pts. | Pos.  |
| ---- | --------- | --------- | ------- | ------- | ------- | ------ | ------- | ------- | ------- | ------- | ------- | ------- | ------- | ------- | ------- | ------- | ------- | ------- | ------- | ------ | --- | --- | -- | ---- | ----- |
| 2008 | 125cc     | KTM       | QAT     | SPA     | POR     | CHN    | FRA     | ITA     | CAT     | GBR     | NED     | GER     | CZE Ret | RSM 15  | IND 24  | JPN 16  | AUS     | MAL 17  | VAL 18  |        |     |     |    | 1    | 34.º  |
| 2009 | 125cc     | Aprilia   | QAT 6   | JPN 8   | SPA Ret | FRA 2  | ITA 14  | CAT 6   | NED 7   | GER Ret | GBR Ret | CZE 12  | IND 12  | RSM 9   | POR 14  | AUS 14  | MAL Ret | VAL Ret |         |        |     |     |    | 73   | 12.º  |
| 2010 | 125cc     | Aprilia   | QAT 15  | SPA Ret | FRA 13  | ITA 11 | GBR 15  | NED 10  | CAT 9   | GER 16  | CZE 4   | IND 9   | RSM 11  | ARA 8   | JPN Ret | MAL DNS | AUS     | POR 4   | VAL Ret |        |     |     |    | 69   | 14.º  |
| 2011 | 125cc     | Aprilia   | QAT 5   | SPA 2   | POR 5   | FRA 6  | CAT 3   | GBR 1   | NED 8   | ITA Ret | GER 7   | CZE DNS | IND 9   | RSM 9   | ARA 10  | JPN 6   | AUS Ret | MAL 6   | VAL 5   |        |     |     |    | 161  | 6.º   |
| 2012 | Moto3     | Ioda      | QAT Ret | SPA WD  | POR     | FRA 11 | CAT Ret | GBR Ret | NED Ret | GER Ret | ITA Ret |         |         |         |         |         |         |         |         |        |     |     |    | 93   | 9.º   |
| 2012 | Moto3     | Kalex KTM |         |         |         |        |         |         |         |         |         | IND 3   | CZE 1   | RSM 6   | ARA 3   | JPN Ret | MAL 3   | AUS 11  | VAL Ret |        |     |     |    | 93   | 9.º   |
| 2013 | Moto3     | Kalex KTM | QAT 5   | AME 4   | SPA 3   | FRA 4  | ITA 6   | CAT DNS | NED 6   | GER 8   | IND 4   | CZE 3   | GBR 6   | RSM Ret | ARA 7   | MAL 8   | AUS 6   | JPN 3   | VAL 2   |        |     |     |    | 183  | 5.º   |
| 2014 | Moto2     | Kalex     | QAT 11  | AME Ret | ARG 16  | SPA 3  | FRA 6   | ITA 3   | CAT Ret | NED 23  | GER Ret | IND 18  | CZE 15  | GBR Ret | RSM 19  | ARA 23  | JPN 12  | AUS 15  | MAL 9   | VAL 13 |     |     |    | 63   | 15.º  |
| 2015 | Moto2     | Kalex     | QAT 1   | AME 16  | ARG 9   | SPA 1  | FRA Ret | ITA Ret | CAT 7   | NED 7   | GER 14  | IND 12  | CZE 6   | GBR 5   | RSM 6   | ARA 4   | JPN 2   | AUS Ret | MAL 3   | VAL 14 |     |     |    | 163  | 6.º   |
| 2016 | Moto2     | Kalex     | QAT Ret | ARG 3   | AME 5   | SPA 2  | FRA Ret | ITA 15  | CAT 7   | NED 10  | GER 2   | AUT 26  | CZE 1   | GBR 5   | RSM 8   | ARA 10  | JPN Ret | AUS 6   | MAL 3   | VAL 8  |     |     |    | 167  | 7.º   |
| 2017 | MotoGP    | Yamaha    | QAT 10  | ARG 6   | AME 11  | SPA 8  | FRA 7   | ITA 13  | CAT 6   | NED Ret | GER 2   | CZE 6   | AUT Ret | GBR DNS | RSM 9   | ARA 16  | JPN     | AUS     | MAL     | VAL    |     |     |    | 84   | 10.º  |
| 2019 | Moto2     | Kalex     | QAT     | ARG     | AME     | SPA    | FRA     | ITA     | CAT 19  | NED 17  | GER 17  | CZE 19  | AUT 18  | GBR     | RSM     | ARA     | THA     | JPN     | AUS     | MAL    | VAL |     |    | 0    | 32.º  |
| 2023 | MotoGP    | KTM       | POR     | ARG     | AME 12  | SPA 17 | FRA 13  | ITA 19  | GER 17  | NED 14  | GBR     | AUT     | CAT     | RSM     | IND     | JPN     | INA     | AUS     | THA     | MAL    | QAT | VAL |    | 9*   | 22.º* |

### Campeonato Mundial de Superbikes

#### Por temporada
| Temp. | Motocicleta   | Equipo                                  | Carreras | Victorias | Podios | Poles | V.Rap. | Pts. | Pos. |
| ----- | ------------- | --------------------------------------- | -------- | --------- | ------ | ----- | ------ | ---- | ---- |
| 2020  | Yamaha YZF-R1 | Team Benovo Action by MGM Racing Yamaha | 6        | 0         | 0      | 0     | 0      | 19   | 18.º |
| 2021  | BMW M1000RR   | Bonovo MGM Racing                       | 30       | 0         | 0      | 0     | 0      | 21   | 22.º |
| Total |               |                                         | 36       | 0         | 0      | 0     | 0      | 40   |      |

#### Carreras por año
(Carreras en negrita indica pole position, carreras en cursiva indica vuelta rápida)
| Año  | Moto   | 1      | 1      | 1     | 2      | 2      | 2       | 3      | 3      | 3      | 4       | 4      | 4       | 5       | 5       | 5       | 6       | 6      | 6      | 7      | 7      | 7      | 8      | 8      | 8      | 9      | 9      | 9      | 10     | 10    | 10     | 11     | 11     | 11     | 12  | 12  | 12  | 13  | 13  | 13  | Pos. | Pts. |
| Año  | Moto   | R1     | CS     | R2    | R1     | CS     | R2      | R1     | CS     | R2     | R1      | CS     | R2      | R1      | CS      | R2      | R1      | CS     | R2     | R1     | CS     | R2     | R1     | CS     | R2     | R1     | CS     | R2     | R1     | CS    | R2     | R1     | CS     | R2     | R1  | CS  | R2  | R1  | CS  | R2  | Pos. | Pts. |
| ---- | ------ | ------ | ------ | ----- | ------ | ------ | ------- | ------ | ------ | ------ | ------- | ------ | ------- | ------- | ------- | ------- | ------- | ------ | ------ | ------ | ------ | ------ | ------ | ------ | ------ | ------ | ------ | ------ | ------ | ----- | ------ | ------ | ------ | ------ | --- | --- | --- | --- | --- | --- | ---- | ---- |
| 2020 | Yamaha | AUS    | AUS    | AUS   | SPA    | SPA    | SPA     | POR    | POR    | POR    | SPA     | SPA    | SPA     | SPA     | SPA     | SPA     | SPA 12  | SPA 10 | SPA 11 | FRA    | FRA    | FRA    | POR 11 | POR 13 | POR 11 |        |        |        |        |       |        |        |        |        |     |     |     |     |     |     | 18.º | 19   |
| 2021 | BMW    | SPA 16 | SPA 13 | SPA 8 | POR 16 | POR 18 | POR Ret | ITA 16 | ITA 19 | ITA 16 | GBR Ret | GBR 16 | GBR Ret | NED Ret | NED DNS | NED DNS | CZE Ret | CZE 18 | CZE 16 | SPA 14 | SPA 16 | SPA 12 | FRA 16 | FRA 18 | FRA 16 | SPA 19 | SPA 13 | SPA 16 | SPA 14 | SPA C | SPA 13 | POR 15 | POR 13 | POR 15 | ARG | ARG | ARG | INA | INA | INA | 22.º | 21   |